# BanG Dream! (動畫)
《BanG Dream!》是日本跨媒體製作企劃《BanG Dream!》改編電視動畫。
本作的劇情也與音樂節奏遊戲《BanG Dream! 少女樂團派對》和《RAiSe！我的音樂故事》（原文：RAiSe! The story of my music）等漫畫作品的故事有關。本部分還介紹了基於漫畫版和動畫版故事的漫畫作品。關於登場人物，請參閱BanG Dream!角色列表。

## BanG Dream!
第1季於2017年1月至4月播出，OVA（第14話）則於同年8月19日於日本各電視台播放。第2季《BanG Dream! 2nd Season》於2019年1月至3月播出。第3季《BanG Dream! 3rd Season》原定於2019年10月開播，但因各種情況延期播出，於2020年1月至4月播出。

### 製作人員
|            | 第1季               | 第2季               | 第3季               |
| ---------- | ------------------- | ------------------- | ------------------- |
| 原作       | ISSEN               | 武士道              | 武士道              |
| 故事原案   | 中村航              | 中村航              | 中村航              |
| 人物原案   |                     | Craft Egg           | Craft Egg           |
| 導演       | 大槻敦史            | 柿本廣大            | 柿本廣大            |
| 劇本統籌   | 綾奈由仁子          |                     | 綾奈由仁子          |
| 人物設定   |                     | 宮嶋星矢            | 植田和幸            |
| 音樂製作人 | 上松範康、藤田淳平  | 上松範康、藤田淳平  | 上松範康、藤田淳平  |
| 動畫製作   | ISSEN × XEBEC       | 三次元              | 三次元              |
| 製作       | BanG Dream! Project | BanG Dream! Project | BanG Dream! Project |

### 主題曲

#### 第1季
片頭曲「ときめきエクスペリエンス！」（第1話—第7話、第9話—第13話、OVA）
作詞：中村航，作曲：上松範康，編曲：藤間仁，主唱：Poppin'Party
片尾曲
（第2話—第12話）
作詞：中村航，作曲、編曲：藤永龍太郎，主唱：Poppin'Party
「ティアドロップス」（2018年再放送版 第2話—第12話）
作詞：中村航，作曲：上松範康，編曲：末益涼太，主唱：Poppin'Party
「熱色スターマイン」（OVA）
作詞：織田，作曲：上松範康，編曲：藤永龍太郎，主唱：Roselia
插入曲
「Don't be afraid」（第1話、第2話）
作詞：，作曲、編曲：岩橋星實，主唱：Glitter☆Green
「小星星 ～初次舞台Ver.～」（第3話）
作詞：武鹿悅子，編曲：藤田淳平
「小星星」（第4話）
作詞：武鹿悅子
（第5話）
作詞：，作曲、編曲：藤田淳平
「STAR BEAT!〜ホシノコドウ〜」（第8話）
作詞：中村航，作曲：上松範康，編曲：藤永龍太郎，主唱：Poppin'Party
（第9話、第11話－第12話）
作詞：中村航，作曲、編曲：藤田淳平
第11話沒有器樂演奏。
「Glee！Glee！Glee！」（第13話）
作詞：，作曲、編曲：岩橋星實，主唱：Glitter☆Green
「Be Shine,shining！！」（第13話）
作詞：，作曲：藤永龍太郎，編曲：都丸椋太，主唱：CHiSPA
（第13話）
作詞：中村航，作曲、編曲：藤田淳平，主唱：Poppin'Party
第13話作片尾曲使用。
（OVA）
作詞：中村航，作曲、編曲：藤永龍太郎，主唱：Poppin'Party

#### 第2季
片頭曲
「キズナミュージック♪」（第1話、第3—9話、第12—13話）
作詞：中村航，作曲、編曲：藤永龍太郎，主唱：Poppin'Party
第13話作片尾曲使用。
「BRAVE JEWEL」（第2話、第10話、第11話）
作詞：，作曲：上松範康，編曲：藤永龍太郎，主唱：Roselia
片尾曲
「Safe and Sound」（第2話、第9話、第10話）
作詞：織田あすか， 作曲：藤田淳平，編曲：藤永龍太郎，歌：Roselia
「Jumpin'」（第3話—第8話、第11話、第12話）
作詞：中村航，作曲：上松範康 ，編曲：岩橋星實，主唱：Poppin'Party
第12話作插入曲使用。
插入曲
「しゅわりん☆どり〜みん」（第1話、第13話）
作詞：，作曲、編曲：末益涼太，主唱：Pastel*Palettes
「Scarlet Sky」（第1話）
作詞：，作曲、編曲：岩橋星實，主唱：Afterglow
（第1話）
作詞：，作曲、編曲：藤間仁，主唱：Hello, Happy World!
「LOUDER」（第1話）
作詞：，作曲、編曲：藤永龍太郎，主唱：Roselia
「Happy  Happy Party!」（第1話、第2話、第6話）
作詞：中村航，作曲、編曲：藤永龍太郎，主唱：Poppin'Party
「BLACK SHOUT」（第2話、第12話）
作詞：，作曲：上松範康 ，編曲：藤永龍太郎，主唱：Roselia
（第3話）
作詞：中村航，作曲、編曲：藤永龍太郎，主唱： Poppin'Party
（第4話）
作詞：，作曲、編曲：藤間仁，主唱：Hello, Happy World!
（第4話）
作詞：，作曲、編曲：末益良太，主唱：Hello, Happy World!
（第5話）
作詞：，作曲、編曲：末益良太，主唱：Pastel*Palettes
（第5話）
作詞：，作曲、編曲：菊田大介，主唱：Pastel*Palettes
「That Is How I Roll!」（第6話）
作詞：，作曲、編曲：岩橋星實，主唱：Afterglow
「Y.O.L.O!!!!!」（第6話）
作詞：，作曲：藤田淳平，編曲：都丸椋太，主唱：Afterglow
「Don't be afraid!」（第7話）
作詞：，作曲、編曲：岩橋星實，主唱：Glitter☆Green
（第7話、第10話）
作詞：中村航，作曲・編曲：藤田淳平，主唱：花園多惠（大塚紗英）×LAYER（Raychell）
（第8話、第9話）
作詞：，作曲、編曲：都丸椋太，主唱：彩（前島亞美）×摩卡（三澤紗千香）×莉莎（中島由貴）×花音（豐田萌繪）×鶇（金元壽子）
「Determination Symphony」（第9話）
作詞：，作曲、編曲：藤永龍太郎，主唱：Roselia
「UNSTOPPABLE」（第10話）
作詞：，作曲：藤田淳平，編曲：菊田大介，主唱：RAISE A SUILEN
「R・I・O・T」（第10話）
作詞：，作曲：上松範康 ，編曲：菊田大介，主唱：RAISE A SUILEN
「小星星」（第11話）
作詞：武鹿悅子
（第11話）
作詞：中村航，作曲：上松範康 ，編曲：藤永龍太郎，主唱：Poppin'Party
「Returns」（第11—13話）
作詞：中村航，作曲：上松範康 ，編曲：藤田淳平，主唱：花園多惠（大塚紗英）（第11話）、Poppin'Party（第12話、第13話）
「Dreamers Go!」（第12話、第13話）
作詞：中村航，作曲、編曲：菊田大介，劇中編調：戶山香澄（愛美），主唱：戶山香澄（愛美）（第12話）、Poppin'Party（第13話）
（第13話）
作詞：，作曲、編曲：藤間仁，主唱：Hello, Happy World!
（第13話）
作詞：，作曲：末益涼太 ，編曲：竹田祐介，主唱：Pastel*Palettes
「ON YOUR MARK」（第13話）
作詞：，作曲：岩橋星實 ，編曲：都丸椋太，主唱：Afterglow
「FIRE BIRD」（第13話）
作詞、作曲：上松範康 ，編曲：藤永龍太郎，主唱：Roselia

#### 第3季
片頭曲「イニシャル」
作詞：中村航，作曲：上松範康 ，編曲：藤永龍太郎，主唱：Poppin'Party
片尾曲「夢を撃ち抜く瞬間に！」（第1話—第6話、第8話—第13話）
作詞：中村航，作曲：上松範康，編曲：竹田祐介
主唱：
Poppin'Party（第1話—第12話）
Poppin'Party×Roselia×RAISE A SUILEN（第13話）
插入曲
「Determination Symphony」（第1話）
作詞：，作曲、編曲：藤永龍太郎，主唱：Roselia
「R・I・O・T」（第1—3話、第11話）
作詞：，作曲：上松範康 ，編曲：菊田大介，主唱：RAISE A SUILEN
「FIRE BIRD」（第3話、第7話）
作詞、作曲:上松範康，編曲：藤永龍太郎，主唱：Roselia
第7話作片尾曲使用。
「Step×Step」（第3話、第4話）
作詞:中村航，作曲、編曲：岩橋星実，主唱：Poppin'Party
「EXPOSE ‘Burn out!!!‘」（第4—7話、第10話）
作詞：，作曲、編曲：菊田大介，主唱：RAISE A SUILEN
（第5話）
作詞：，作曲、編曲：末益涼太，主唱：Pastel*Palettes
（第5話、第9話、第13話）
作詞：中村航，作曲：上松範康 ，編曲：藤永龍太郎，主唱：Poppin'Party
第13話為無演唱的伴奏版。
「LOUDER」（第6話、第7話）
作詞：，作曲、編曲：藤永龍太郎，主唱：Roselia
「UNSTOPPABLE」（第6話）
作詞：，作曲：藤田淳平，編曲：菊田大介，主唱：RAISE A SUILEN
（第8話）
作詞：，作曲、編曲：末益涼太，主唱：Pastel*Palettes
（第9話）
作詞：，作曲、編曲：藤間仁，主唱：Hello, Happy World!
「Don't be afraid!」（第9話）
作詞：，作曲、編曲：岩橋星實，主唱：Glitter☆Green
「Dreamers Go!」（第9話）
作詞：中村航，作曲、編曲：菊田大介，主唱：Poppin'Party
（第11話）
作詞：，作曲、編曲：菊田大介，主唱：Pastel*Palettes
「Beautiful Birthday」（第11話、第13話）
作詞：，作曲、編曲：菊田大介，主唱：RAISE A SUILEN
（第13話）
作詞：中村航，作曲、編曲：藤永龍太郎，主唱：Poppin'Party
「Avant-garde HISTORY」（第13話）
作詞：，作曲、編曲：藤田淳平，主唱：Roselia

### 各話列表
| 話數 | 日文標題 | 中文標題           | 劇本       | 分鏡                | 演出              | 作畫監督 | 總作畫監督                   |
| ---- | -------- | ------------------ | ---------- | ------------------- | ----------------- | --- | ---------------------------- |
| #1   |          | 我們相遇了！       | 綾奈由仁子 | 大槻敦史            | 中野剛 大槻敦史   | 小島智加、水野辰哉、岸本誠司 河島久美子、谷口義明 長屋侑利子、新井達也                                        | 水野辰哉 谷口義明            |
| #2   |          | 開始組團了！       | 綾奈由仁子 | 星野真              | 友田政晴          | 岡田萬衣子、平山英嗣、渡邊佳奈子 田中誠輝、扇多惠子、小島智加                                                 | 水野辰哉                     |
| #3   |          | 逃走了！           | 中西泰博   | 中重俊祐            | 外山草            | 加藤初重、沓澤洋子、平馬浩司 岸本誠司、澤木巳登理、古川信之 石川健朝、松本昌代、新井達也 長屋侑利子、水野辰哉 | 水野辰哉 谷口義明            |
| #4   |          | 生氣了！           | 綾奈由仁子 | 中重俊祐            | 中重俊祐          | 宮井加奈、星野玲香、石井裕美子                                                                                | 水野辰哉                     |
| #5   |          | 感覺怦然心動！     | 綾奈由仁子 |                     | 飯村正之          | 阿部加奈子、高橋慶江 朴旲烈、Oh yang hyun                                                                     | 水野辰哉 谷口義明            |
| #6   |          | 做出來了！         | 中西泰博   | 星野真 羽原久美子   | 星野真            | 花上將吾、服部憲司、飯飼一幸 室山祥子、川村敏江、平野繪美                                                     | 水野辰哉 谷口義明 水谷麻美子 |
| #7   |          | 吵架了！           | 中西泰博   | 吉川博明            | 川崎豐 中野剛     | 小島智加、窪田康高、古川信之 岸本誠司、白井瑤子 太田都、本田隆                                                | 水野辰哉 谷口義明 水谷麻美子 |
| #8   |          | 跑起來了！         | 中西泰博   | 吉川博明            | 大平直樹          | 岡田萬衣子、岡垣優、扇多惠子 佐野陽子、粟井重紀、小島智加                                                     | 水野辰哉 谷口義明 水谷麻美子 |
| #9   |          | 打工了！           | 柿原優子   | 羽原久美子 中重俊祐 | 中重俊祐          | 宮井加奈、星野玲香、石井裕美子                                                                                | 谷口義明 水野辰哉            |
| #10  |          | 嚇了一跳！         | 中西泰博   | 大野和壽 羽原久美子 | 大野和壽          | 白井瑤子、沓澤洋子、岸本誠司 水谷麻美子、重松晉一、丸山大勝 冨田佳亨、阿部加奈子、清水拓磨 菊田裕司、谷口義明 | 水野辰哉                     |
| #11  |          | 變得無法唱歌了     | 綾奈由仁子 | 不適用              | 中川聰            | 牛島勇二、新村杏子、高橋初美                                                                                  | 不適用                       |
| #12  |          | 變得閃閃發光了！？ | 中西泰博   | 羽原久美子          | 中野剛            | 高見明男 | 不適用                       |
| #13  |          | 唱出來了！         | 綾奈由仁子 | 中重俊祐            | 中重俊祐 大槻敦史 | 小島智加、窪田康高、白井瑤子 沓澤洋子、岸本誠司、谷口義明                                                     | 水野辰哉                     |
| OVA  |          | 大玩特玩了！       | 綾奈由仁子 | 高橋知也            | 山口美浩 大槻敦史 | ARTLAND、服部益實、XEBEC                                                                                      | 不適用                       |

| 話數 | 日文標題           | 中文標題                   | 劇本       | 分鏡                                | 演出     | CG導演                  | 2D作畫監督                                         |
| ---- | ------------------ | -------------------------- | ---------- | ----------------------------------- | -------- | ----------------------- | -------------------------------------------------- |
| #01  | Happy Party!       | Happy Party!               | 綾奈由仁子 | 柿本廣大                            | 植高正典 | 志賀健太郎              | 茶之原拓也、八森優香 花井柚都子、阪本麻衣          |
| #02  |                    | 黑色咆哮                   | 中西康弘   | 高橋成世                            | 高橋成世 | 加藤良哉                | 茶之原拓也、八森優香 依田祐輔、花井柚都子 阪本麻衣 |
| #03  | Sing Girls         | Sing Girls                 | 綾奈由仁子 | 林直孝                              | 淺利藤彰 | 遠藤求                  | 八森優香、依田祐輔 花井柚都子、阪本麻衣            |
| #04  |                    | 豪華！豪快!?悠哉悠哉世界！ | 後藤綠     | 高橋成世                            | 間島崇寬 | 小川晴代                | 茶之原拓也、八森優香 花井柚都子、阪本麻衣          |
| #05  |                    | 雨的Ring-Dong-Dance        | 綾奈由仁子 |                                     |          | 遠藤求                  | 茶之原拓也、八森優香 田祐輔、花井柚都子 阪本麻衣   |
| #06  | You Only Live Once | You Only Live Once         | 柿原優子   | 森本育郎 柿本廣大                   | 淺利藤彰 | 加藤良哉                | 茶之原拓也、依田祐輔 花井柚都子、阪本麻衣          |
| #07  |                    | 不要哭泣 不要哭泣          | 綾奈由仁子 | 高橋成世                            | 野上和夫 | 志賀健太郎              | 茶之原拓也、八森優香 小川理世、花井柚都子          |
| #08  |                    | 你並不是孤單一人           | 後藤綠     | 黑杉光太郎                          | 高橋成世 | 小川晴代                | 茶之原拓也                                         |
| #09  |                    | School Festival Symphony   | 中西康弘   | 林直孝                              | 植高正典 | 植高正典 三村厚史       | 茶之原拓也、八森優香 阪本麻衣、金城優              |
| #10  | R・I・O・T         | R・I・O・T                 | 後藤綠     |                                     |          | Chang Soo hyun 三村厚史 | 茶之原拓也、八森優香 阪本麻衣                      |
| #11  |                    | 星之淚                     | 綾奈由仁子 | 淺利藤彰                            | 間島崇寬 | 森田紘吏                | 茶之原拓也、八森優香 依田祐輔、阪本麻衣            |
| #12  | Returns            | Returns                    | 中西康弘   | 高橋成世                            | 野上和夫 | 小川晴代                | 茶之原拓也、八森優香 阪本麻衣、金城優              |
| #13  |                    | 羈絆 Music♪                | 後藤綠     | 柿本廣大 梅津朋美 植高正典 三村厚史 | 淺利藤彰 | 三村厚史 遠藤求         | 茶之原拓也、八森優香 阪本麻衣、金城優              |

| 話数 | 日文標題    | 中文標題                                         | 劇本       | 分鏡     | 演出     | 作畫監督                                             |
| ---- | ----------- | ------------------------------------------------ | ---------- | -------- | -------- | ---------------------------------------------------- |
| #01  |             | 最棒的夢――對吧！                                 | 綾奈由仁子 | 高橋成世 | 高橋成世 | 茶之原拓也、八森優香 阪本麻衣、金城優                |
| #02  |             | 都嚇成這樣子了                                   | 後藤綠     | 增田敏彥 | 間島崇寬 | 八森優香、阪本麻衣                                   |
| #03  |             | 我不走！                                         |            | 增田敏彥 | 森田紘吏 | 八森優香、阪本麻衣 金城優                            |
| #04  |             | J喜章魚小熱狗啦                                  | 柿原優子   |          |          | 八森優香、阪本麻衣 金城優、Nyki Ikyn                 |
| #05  | PopiV!      | PopiV!                                           | 後藤綠     | 杉島邦久 | 小川晴代 | 八森優香、阪本麻衣                                   |
| #06  | This is it. | This is it.                                      | 綾奈由仁子 | 松圓公   |          | 阪本麻衣、金城優                                     |
| #07  |             | 想留下自己的樂音                                 |            | 藤澤俊幸 | 高橋成世 | 八森優香、阪本麻衣                                   |
| #08  |             | 這樣悠悠哉哉的好嗎                               | 後藤綠     |          |          | 八森優香、依田祐輔 阪本麻衣、金城優                  |
| #09  |             | 上吧Popipa                                       | 中西泰博   | 高橋成世 | 森田紘吏 | 茶之原拓也、阪本麻衣                                 |
| #10  |             | 主唱是...星星...                                 | 後藤綠     | 坂田純一 | 後藤德康 | 八森優香、阪本麻衣                                   |
| #11  |             | 帕蕾歐已經不存在了                               | 綾奈由仁子 | 增田敏彥 |          | 八森優香、阪本麻衣                                   |
| #12  |             | 和Popipa同台演出啊ーーーーーーーーーーーーーー！ | 中西泰博   | 高橋成世 | 高橋成世 | 茶之原拓也、八森優香 阪本麻衣、金城優                |
| #13  |             | 這...這正才是大女子樂團時代啊！                  |            | 柿本廣大 | 森田紘吏 | 茶之原拓也、八森優香 阪本麻衣、金城優 金澤龍、崔美子 |

### 播放單位
日本國内
 日本深夜動畫：下文記載的日本国内播放時間使用日本標準時間（UTC+9）表示。因為部分時間标识會採用30小时制，因此請留意这类超过24:00的时间，其實際播放時間為翌日清晨。
| 播放地區 | 播放電視台     | 播放日期              | 播放時間（UTC+9）  | 備註                          |
| 第1季    | 第1季          | 第1季                 | 第1季              | 第1季                         |
| -------- | -------------- | --------------------- | ------------------ | ----------------------------- |
| 東京都   | 東京都會       | 2017年1月21日—4月22日 | 星期六 22:30—23:00 | 『製作委員會參加』/有重播時段 |
| 京都府   | KBS京都        | 2017年1月21日—4月22日 | 星期六 22:30—23:00 |                               |
| 兵庫縣   | SUN電視台      | 2017年1月21日—4月22日 | 星期六 22:30—23:00 |                               |
| 日本全國 | AT-X           | 2017年1月21日—4月22日 | 星期六 22:30—23:00 | CS放送/有重播時段             |
| 日本全國 | AbemaTV        | 2017年1月21日—4月22日 | 星期六 22:00—22:30 | 有重播時段                    |
| 愛知縣   | 愛知電視台     | 2017年1月23日—4月24日 | 星期日 25:05—25:35 |                               |
| 埼玉縣   | 埼玉電視台     | 2017年1月24日—4月25日 | 星期一 24:30—25:00 |                               |
| 日本全國 | BS11           | 2017年1月24日—4月25日 | 星期一 26:00—26:30 | BS放送/ANIME+                 |
| 日本全國 | BS富士         | 2017年1月25日—4月26日 | 星期二 24:30—25:00 | BS放送                        |
| 神奈川縣 | 神奈川電視台   | 2017年1月26日—4月27日 | 星期三 25:00—25:30 |                               |
| 宮城縣   | 宮城電視台     | 2017年1月28日—4月29日 | 星期五 26:30—27:00 |                               |
| 第2季    |                |                       |                    |                               |
| 東京都   | TOKYO MX       | 2019年1月3日—3月28日  | 星期四 23:00—23:30 | 『製作委員會參加』/有重播時段 |
| 京都府   | KBS京都        | 2019年1月3日—3月28日  | 星期四 23:00—23:30 |                               |
| 日本全國 | BS11           | 2019年1月3日—3月28日  | 星期四 23:30—24:00 | BS放送/ANIME+                 |
| 日本全國 | AT-X           | 2019年1月3日—3月28日  | 星期四 23:30—24:00 | CS放送/有重播時段             |
| 兵庫縣   | SUN電視台      | 2019年1月4日—3月29日  | 星期四 24:00—24:30 |                               |
| 神奈川縣 | 神奈川電視台   | 2019年1月4日—3月29日  | 星期四 25:00—25:30 |                               |
| 新潟縣   | 新潟綜合電視台 | 2019年1月4日—3月29日  | 星期四 26:15—26:45 |                               |
| 青森縣   | 青森放送       | 2019年1月5日—3月30日  | 星期五 25:56—26:26 |                               |
| 靜岡縣   | 靜岡朝日電視台 | 2019年1月8日—4月2日   | 星期一 25:50—26:20 |                               |
| 愛知縣   | 愛知電視台     | 2019年1月9日—4月3日   | 星期二 25:35—26:05 | 有重播時段                    |
| 第3季    |                |                       |                    |                               |
| 東京都   | TOKYO MX       | 2020年1月23日—4月23日 | 星期四 23:00—23:30 | 『製作委員會參加』/有重播時段 |
| 京都府   | KBS京都        | 2020年1月23日—4月23日 | 星期四 23:30—24:00 |                               |
| 日本全國 | BS日本         | 2020年1月24日—4月24日 | 星期四 24:00—24:30 | BS放送/ANIME+                 |
| 兵庫縣   | SUN電視台      | 2020年1月24日—4月24日 | 星期四 24:00—24:30 |                               |
| 大分縣   | 大分放送       | 2020年1月24日—4月24日 | 星期四 26:55—27:25 |                               |
| 日本全國 | AT-X           | 2020年1月24日—4月24日 | 星期五 20:00—20:30 | 有重播時段                    |
| 愛知縣   | 愛知電視台     | 2020年1月27日—4月27日 | 星期日 25:05—25:35 |                               |
| 山口縣   | 山口朝日放送   | 2020年1月27日—4月27日 | 星期日 25:29—25:59 |                               |
| 北海道   | 北海道電視台   | 2020年1月28日—4月28日 | 星期一 25:20—25:50 |                               |
| 福岡縣   | RKB毎日放送    | 2020年1月28日—4月28日 | 星期一 25:25—25:55 |                               |
| 長野縣   | 長野朝日放送   | 2020年1月28日—4月28日 | 星期一 25:45—26:15 |                               |
| 靜岡縣   | 靜岡朝日電視台 | 2020年1月28日—4月28日 | 星期一 25:50—26:20 |                               |
| 秋田縣   | 秋田朝日放送   | 2020年1月28日—4月28日 | 星期一 25:50—26:20 |                               |
| 石川縣   | 北陸朝日放送   | 2020年1月28日—4月28日 | 星期一 26:10—26:40 |                               |
| 愛媛縣   | 愛媛朝日電視台 | 2020年1月28日—4月28日 | 星期一 20:50—26:50 |                               |
| 廣島縣   | 中國放送       | 2020年2月8日—5月2日   | 星期六 25:55—26:25 |                               |
| 長崎縣   | 長崎國際電視台 | 2020年2月8日—5月2日   | 星期六 26:04—26:34 |                               |

日本國外
| 播放地區                        | 播放電視台     | 播放日期                | 播放時間（UTC+8）                             | 所屬聯播網  | 備註                  |
| 第1季                           | 第1季          | 第1季                   | 第1季                                         | 第1季       | 第1季                 |
| ------------------------------- | -------------- | ----------------------- | --------------------------------------------- | ----------- | --------------------- |
| 臺灣                            | Animax HD      | 2017年1月22日—4月22日   | 星期日 18:00—18:30 星期一 17:30—18:00（重播） | 中華電信MOD | 新番急送              |
| 香港                            | Animax         | 2017年1月22日—4月22日   | 星期日 20:30—21:00                            |             | 新番急送              |
| 臺灣                            | Animax         | 2017年10月23日—         | 星期一到星期日 21:00—22:00                    | 有線電視    | 有重播時段            |
| 香港                            | YouTube        | 2020年9月26日—10月9日   | 每日一集                                      | 網絡電視    | 繁體中文字幕          |
| 馬來西亞                        | YouTube        | 2020年10月19日—10月25日 | 每日兩集                                      | 網絡電視    | 簡體中文字幕          |
| 東南亞                          | YouTube        | 2020年11月30日—12月13日 | 每晚8：00                                     | 網絡電視    | 簡體中文字幕 英文字幕 |
| 第2季                           |                |                         |                                               |             |                       |
| 臺灣                            | 巴哈姆特動畫瘋 | 2019年1月3日—3月28日    | 星期四 23:30 更新                             | 網路電視    | 正體中文字幕          |
| 香港                            | YouTube        | 2019年11月10日—11月22日 | 每日一集                                      | 網絡電視    | 繁體中文字幕          |
| 馬來西亞                        | YouTube        | 2020年10月26日—11月7日  | 每日一集                                      | 網絡電視    | 簡體中文字幕          |
| 劇場版「BanG Dream! FILM LIVE」 |                |                         |                                               |             |                       |
| 馬來西亞                        | YouTube        | 2020年11月8日           | 20：00首播                                    | 網絡電視    | 簡體中文字幕          |
| 第3季                           |                |                         |                                               |             |                       |
| 臺灣                            | 巴哈姆特動畫瘋 | 2020年1月7日—4月7日     | 星期二 19:00 不定時更新                       | 網路電視    | 正體中文字幕          |
| 香港                            | YouTube        | 2020年1月7日—4月7日     | 星期二                                        | 網絡電視    | 繁體中文字幕          |
| 馬來西亞                        | YouTube        | 2020年11月9日—11月21日  | 每日一集                                      | 網絡電視    | 簡體中文字幕          |

### BD
| 卷數  | 發售日期       | 收錄話數          | 規格編號  |
| 第1季 | 第1季          | 第1季             | 第1季     |
| ----- | -------------- | ----------------- | --------- |
| 1     | 2017年5月24日  | 第1話—第2話       | OVXN-0029 |
| 2     | 2017年6月21日  | 第3話—第4話       | OVXN-0030 |
| 3     | 2017年7月26日  | 第5話—第6話       | OVXN-0031 |
| 4     | 2017年8月23日  | 第7話—第8話       | OVXN-0032 |
| 5     | 2017年9月27日  | 第9話—第10話      | OVXN-0033 |
| 6     | 2017年10月25日 | 第11話—第12話     | OVXN-0034 |
| 7     | 2017年11月22日 | 第13話、OVA       | OVXN-0035 |
| BOX   | 2018年11月28日 | 第1話—第13話、OVA | OVXN-0046 |

## BanG Dream! Morfonication
以Morfonica為主角的衍生動畫《BanG Dream! Morfonication》於2022年7月28日至29日播出。

### 製作人員（Morfonication）
- 原作：武士道
- 故事原案：中村航（日语：中村航）、Craft Egg（日语：Craft Egg）
- 人物原案：Craft Egg
- 導演：梅津朋美
- 劇本統籌：綾奈由仁子
- 人物設定：植田和幸
- 音樂製作人：上松範康、藤田淳平
- 動畫製作：三次元
- 製作：BanG Dream! Project

### 主題曲（Morfonication）
片尾曲「flame of hope -instrumental-」（前篇）
作曲：上松範康，編曲：下田晃太郎
插入曲 （後篇）
作詞：，作曲、編曲：菊田大介，主唱：Morfonica

## BanG Dream! It's MyGO!!!!!
以MyGO!!!!!為主角的衍生動畫《BanG Dream! It's MyGO!!!!!》於2023年6月至9月播出。

## BanG Dream! Ave Mujica
在《BanG Dream! It's MyGO!!!!!》最終話播出後，宣布將製作以Ave Mujica為主角的衍生動畫《BanG Dream! Ave Mujica》，並公布了宣傳影片。

## 劇場動畫

### FILM LIVE
電影版「BanG Dream! FILM LIVE」已於2019年9月13日在日本上映。2020年3月16日宣布電影版「BanG Dream! FILM LIVE 2nd Stage」製作決定，於2021年8月20日上映。

### Episode of Roselia
2020年4月23日宣布將製作以Roselia為主角的新作劇場版「劇場版 BanG Dream! Episode of Roselia」，第I章「約定」於2021年4月23日上映，第II章「Song I am.」於2021年6月25日上映。

### BanG Dream! Poppin'Dream!
2020年4月23日宣布將製作以Poppin'Party為主角的新作劇場版「劇場版 BanG Dream! Poppin'Dream!」，於2022年1月1日上映。

## 腳註

### 來源
1. ↑  . アニメイトタイムズ. 2016-07-08  [2016-10-14]. （原始内容存档于2016-10-18） （日语）.
2. ↑  . アニメイトタイムズ. 2016-12-08  [2016-12-12]. （原始内容存档于2016-12-20） （日语）.
3. ↑  . BanG Dream!公式サイト. 2018-05-12  [2018-05-12]. （原始内容存档于2018-05-12）.
4. ↑  . YouTube. 2019-03-28  [2019-03-29]. （原始内容存档于2023-04-30）.
5. ↑  .   [2020-06-10]. （原始内容存档于2018-07-02） （日语）.
6. ↑  . アニメ!アニメ!. 2015-12-21  [2016-10-14]. （原始内容存档于2016-07-10） （日语）.
7. ↑  . バンドリ！ ガールズバンドパーティ！ 公式Twitter. 2019-03-29  [2020-03-07]. （原始内容存档于2020-04-03） （日语）.
8. ↑  台灣Animax HD關於本作首播的資訊 （页面存档备份，存于），2017/1/22閱覽。
9. ↑  . コミックナタリー (ナターシャ). 2023-04-09  [2023-04-10]. （原始内容存档于2023-07-21）.
10. ↑  . マイナビニュース. 2023-09-15  [2023-09-15]. （原始内容存档于2023-10-09） （日语）.
11. ↑  . Anime News Network. 2023-09-14  [2023-09-15]. （原始内容存档于2023-10-09） （英语）.
12. ↑  . BanG Dream! FILM LIVE. 2020-03-16  [2020-03-17]. （原始内容存档于2020-03-17） （日语）.
13. 1 2  . バンドリ！ BanG Dream! 公式twitter. 2020-04-23  [2020-04-23]. （原始内容存档于2020-05-03） （日语）.
14. ↑  . バンドリ！ BanG Dream! 公式twitter. 2020-09-20  [2020-12-06]. （原始内容存档于2020-12-05）.
15. ↑  . バンドリ！ BanG Dream! 公式twitter. 2021-02-28  [2021-03-21]. （原始内容存档于2021-03-08）.
16. ↑  . バンドリ！ BanG Dream! 公式twitter. 2021-06-06  [2021-06-07].[]

## 外部連結
電視動畫
- 電視動畫《BanG Dream!》官方網站（日語）
- 電視動畫《BanG Dream! 2nd Season》官方網站（日語）
- 電視動畫《BanG Dream! 3rd Season》官方網站（日語）
- 電視動畫《BanG Dream! Morfonication》官方網站（日語）

劇場動畫
- 劇場版《BanG Dream! FILM LIVE》官方網站（日語）
- 劇場版《BanG Dream! Episode of Roselia》官方網站（日語）
- 劇場版《BanG Dream! Poppin'Dream!》官方網站（日語）

其他
- LIVE HOUSE Galaxy（ギャラクシー）官方網站（日語）
- 夢を撃ち抜け！BanG Dream! Girls Band Challenge!（日語）